# 12137 Williefowler
12137 Williefowler là một tiểu hành tinh vành đai chính với chu kỳ quỹ đạo là 1576.6357300 ngày (4.32 năm).
Nó được phát hiện ngày 24 tháng 9 năm 1960.